# Bbw Hochschule
Die bbw Hochschule (University of applied sciences) ist eine private, staatlich anerkannte Hochschule mit Sitz in Berlin-Adlershof.

## Gründung und Trägerschaft
Trägerin der privaten, staatlich anerkannten bbw Hochschule ist die bbw Akademie für Betriebswirtschaftliche Weiterbildung GmbH. Gegründet wurde die bbw Hochschule durch bbw Bildungswerk der Wirtschaft in Berlin und Brandenburg, die Unternehmensverbände Berlin-Brandenburg (UVB) und die Hochschule für Technik und Wirtschaft Berlin als wissenschaftlicher Partner im Januar 2007.

## Studiengänge
Die bbw Hochschule bietet Bachelor- und Masterstudiengänge in Vollzeit-, dualer und berufsbegleitender Form an. Das Studienangebot der bbw Hochschule zählt mit den Wirtschaftswissenschaften, den Wirtschaftsingenieurwissenschaften und den Ingenieurwissenschaften drei Fachgruppen.